# Juan Isidro Jimenes Grullón
Juan Isidro Jimenes Grullón (Santo Domingo, República Dominicana, 17 de junio de 1903 - Ibídem 10 de agosto de 1983) fue un ensayista, historiador médico, filósofo, educador y político dominicano

## Biografía
Nació en Santo Domingo. Sus padres fueron José Manuel Jimenes Domínguez (hijo de Juan Isidro Jimenes Pereyra y María Josefa de los Santos Domínguez Gómez) y María Filomena Grullón Ricardo. Jimenes completó su educación primaria y secundaria en Santo Domingo, donde recibió una Licenciatura en Artes. Luego ingresó en la Facultad de Derecho de la Universidad de Santo Domingo, pero su pasión por la filosofía le hizo abandonar la carrera. Presionado por su familia, fue a París en 1923 a estudiar medicina. En 1929 recibió su título de médico y volvió a Santo Domingo al año siguiente.
En 1934, Jimenes fue descubierto conspirando contra el dictador Rafael Leónidas Trujillo y fue encarcelado y luego exiliado en 1935. Vivió en Puerto Rico, Venezuela, Estados Unidos y Cuba, donde permaneció en el exilio durante veintiséis años, mientras la tiranía de Trujillo continuó imperando. El 21 de enero del año 1939, mientras estaba en Cuba, él y otros exiliados dominicanos fundaron el Partido Revolucionario Dominicano y la Alianza Patriótica Dominicana. Participó en la fallida expedición de Constanza, Maimón y Estero Hondo en 1959. Seis meses después del asesinato de Trujillo, regresó a su país e inmediatamente se integró a política nacional. En 1962, Jimenes fue candidato a la Presidencia con el partido de la Alianza Socialdemócrata.
También enseñó historia y sociología en la Universidad Autónoma de Santo Domingo. Publicó veinte libros en los campos de sociología, filosofía, historia y literatura. Dentro de sus obras se encuentran: La República Dominicana: una ficción, Pedro Henríquez Ureña: Realidad y Mito, Nuestra falsa izquierda y El Mito de los Padres de la Patria, estos libros reflejan el espíritu polémico rebelde que caracterizó la mayor parte de su producción literaria.
Murió en Santo Domingo el 10 de agosto de 1983.